# 詹姆斯·穆勒
詹姆斯·穆勒（英語：James Mill，1773年4月6日—1836年6月23日），也譯作詹姆斯·密尔，是一位苏格兰历史学家、经济学家、政治理论家、哲学家。他与大卫·李嘉图一同是古典经济学的创始人。他的儿子约翰·斯图亚特·穆勒也是著名哲学家。

Elements of political economy, 1826

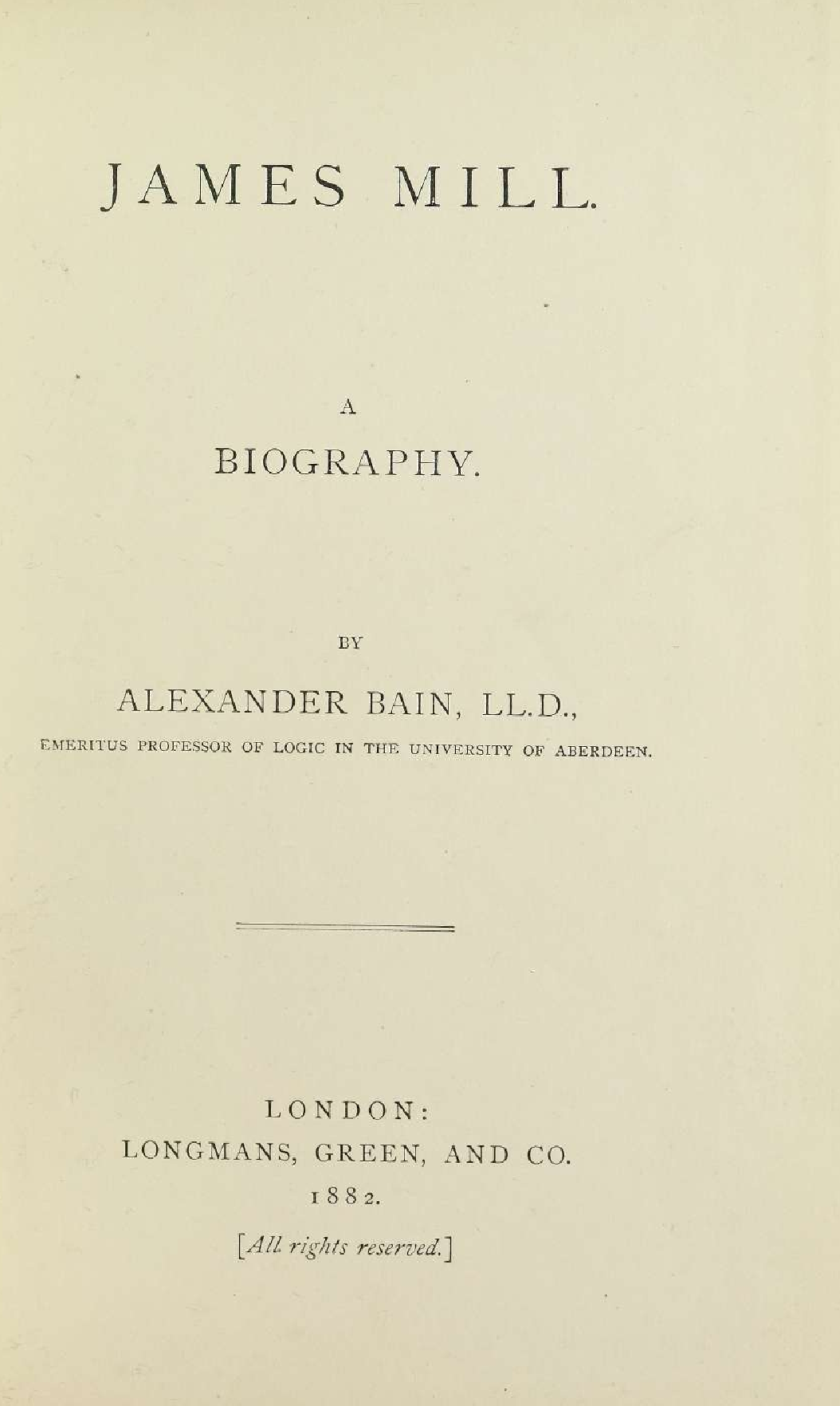
Alexander Bain, James Mill. A biography, 1882